# Ceresium wittmeri
Ceresium wittmeri là một loài bọ cánh cứng trong họ Cerambycidae.